# Gesalek
Gesalek ili Gesalik je bio vizigotski kralj od 507. do 511. godine. Nezakoniti je sin Alarika II. Kada je Alarik poginio u bitci s Francima, njegov jedini zakoniti sin, Amalarik, je bio još dijete. Zbog toga su Vizigoti za kralja izabrali Gesaleka. Međutim, tome se oštro usprotivio Teodorik Veliki, ostrogotski kralj, čiji je unuk bio Amalarik.
Nastavio je rat s Francima, ali nije imao uspjeha. Franci su ubrzo spalili Toulouse. Narbon je pao u ruke Burgunda, a Vizigoti su se morali povući dublje na Pirinejski poluotok.  Pokušao je dobiti pomoć od Vandala i Ostrogota, ali nije uspio. Uhvaćen je i pogubljen.
Na vizigotsko prijestolje je tada stupio Teodorik Veliki, ostrogotski kralj, koji je vladao kao regent u ime svog maloljetnog unuka. 